# フォーチュネイト・サン
「フォーチュネイト・サン」（Fortunate Son）は、アメリカ合衆国のロックバンドであるクリーデンス・クリアウォーター・リバイバルの楽曲。4作目のスタジオ・アルバム『ウィリー・アンド・ザ・プアボーイズ』の発売に先駆け、1969年9月にシングル『ダウン・オン・ザ・コーナー』のB面曲として発売された。
ビルボードチャートが集計手法を両面ごとに切り替えた1週間後の1969年11月22日には全米チャート14位を記録し、3週間後の1969年12月20日には3位となった。1970年12月にはアメリカレコード協会によってゴールドディスクに認定された。ピッチフォーク・メディアが発表した「1960年代の偉大な曲200」（The 200 Greatest Songs of the 1960s）では第17位に選出された。

## 概要
この曲は、デイヴィッド・アイゼンハワーに触発されたものである。ドワイト・D・アイゼンハワー元大統領の孫のデイヴィッドは、1968年、リチャード・ニクソン大統領の娘のジュリー・ニクソンと結婚した。ジョン・フォガティはローリング・ストーン誌に対して次のように語っている。

ジュリー・ニクソンがデイヴィッド・アイゼンハワーの周りをうろついていることだけで、彼らが揃いも揃って戦争に係わるつもりが無かったのは明らかだった。1968年、アメリカの大半は軍人達が士気高く戦っていると信じていて、80%の人々が戦争を支持していた。しかし注意深く事態を見守っていた人々は、アメリカがどうしようもないトラブルに向かっているのを知っていた。
—
この曲はベトナム戦争期に高い人気を誇り、ベトナム戦争を題材とした映画やビデオゲームでもしばしば使用された。歌詞は議員や富豪の息子といった「幸運な息子」(Fortunate Son)ではなく、今まさに徴兵されようとしている人々の視点から歌われる。フォガティは、1999年12月31日のリンカーン記念館における「アメリカのミレニアム」ショーにて、ビル・クリントン大統領の前でこの曲を歌い、その様子は全米に中継された。
「ローリング・ストーンの選ぶオールタイム・グレイテスト・ソング500」では、2004年版で第99位、2021年版で第227位にランクインした。
2007年に発表したフォガティのソロ・アルバム『Revival』収録の「I Can't Take It No More」はイラク戦争に対する反戦歌で、暗にジョージ・W・ブッシュ大統領を示す為に「幸運な息子」という歌詞が含まれる。
2020年、新型コロナウイルスの流行により各国で外出禁止の措置がなされる中、フォガティは3月24日から自宅で撮影したライブ演奏を精力的に配信。家にとどまることと手を洗うことを訴えている。4月にはトーク番組『ザ・レイト・ショー・ウィズ・スティーヴン・コルベア』において本作品の演奏が放映された。

## カバー
この曲は多くの歌手によってカバーされたが、次の歌手・バンドによるものが良く知られている。
- ボブ・シーガー - 『Like a Rock』（1983年）
- La Renga
- ゴードン・ダウニー
- ブランディ・チャーリー
- パール・ジャム
- U2
- スリーター・キニー
- コロージョン・オブ・コンフォーミティ
- キャット・パワー
- ドロップキック・マーフィーズ
- 38スペシャル
- サークル・ジャーク
- Jeff B.R.I.C.K. & The Mortiboys
- ミニットメン
- キッド・ロック
- W.A.S.P.
- トッド・スナイダー
- パティ・グリフィン
- ブルース・スプリングスティーン

ザ・スクリーミング・ジェッツは1996年のシングル『サクリフェイス』のB面としてリリースした。ワイクリフ・ジョンのカバー版は、2004年の映画『クライシス・オブ・アメリカ』のクレジットで使用された。2004年4月28日にはスリーター・キニーが「ジョージ・W・ブッシュに捧ぐ」として、WedRock慰問コンサートで歌った。このバージョンは後のライブアルバムに含まれた。イヴァン・ネヴィルは2005年にオールスターファンクバージョンを歌い、これはハリケーン・カトリーナの水害に対する復興支援アルバム『Our New Orleans』に含まれた。アメリカのポップパンクバンド、フェニックス TXは、2005年のアルバム『Purple Reign in Blood』にライブカバーバージョンを収録した。マイ・ケミカル・ロマンスは、2007年のブラック・パレード・ツアーで歌った。サーファーとしても知られるドノヴァン・フランケンレイターもEP盤アルバム『Recycled Recipes』および『5 Amp Blues』にスローアコースティックバージョンを収録した。トッド・スナイダーは2008年のEP盤アルバム『Peace Queer』にこの曲を収録した。2010年、サンタナはアルバム『ギター・ヘヴン〜グレイテスト・ロック・クラシックス〜』にこの曲を収録した。このバージョンではクリードのスコット・スタップがボーカルを務めている。2011年には、ザ・ゴースト・インサイドがビデオゲーム『HOME FRONT』のサウンドトラック向けにカバーした。2012年には、『アメリカン・アイドル』第12シーズンに出演したスカイラー・レインによって歌われた。

## メディアでの使用

### ビデオゲーム
『バトルフィールド ベトナム』ではゲーム中で再生可能なBGMの一つに設定されており、ゲーム開始時のイントロでも使用されている。『バトルフィールド バッド カンパニー2』のDLCである『バトルフィールド:バッドカンパニー2 ベトナム』のE3発表用トレイラーでも使用され、ゲーム内のメインメニューや車両のラジオでも使用されている。『コール オブ デューティ ブラックオプス』ではケサンの戦いを描くエピソード「SOG」の開始時に使用される。ただし、このエピソードの日付は1968年1月21日と設定されているため、1969年11月2日の『ウィリー・アンド・ザ・プアボーイズ』リリース以前に当り、時代考証としては間違っている。『HOME FRONT』では、「ゴールデンゲート」のエピソードでこの曲が使用される。カバー版は2007年にDLCとしてリリースされた。2010年にはCCRによるマスターレコーディングバージョンも利用できるようになった。『ギターヒーロー ウォリアーズロック』でも使用された。『グランド・セフト・オートV』では次世代機版、PC版を追加したラジオでも使用されている。『マフィアIII』では車内のラジオや店内でも使用された。『ウォッチドッグス2』ではオープニングで使用されている。『BioShock Infinite』でも使用された。

### テレビ・映画
1994年の映画『フォレスト・ガンプ/一期一会』では、フォレストとバッバがベトナムに送られ、ヘリコプターに搭乗するシーンで使用されている。2007年の映画『ダイ・ハード4.0』ではカーラジオからこの曲が流れ、登場人物の若者が「古臭いロックンロール」と評するシーンがある。また、エンドロールにも使用されている。アニメ『アメリカン・ダッド』のエピソード「In Country...Club」ではベトナム戦争の光景を模したシーンで使われる。その他、ベトナム戦争映画の撮影を題材とした2008年の映画『トロピック・サンダー/史上最低の作戦』でもBGMの1つとして使用された他、2012年の映画『バトルシップ』ではエンドロールに使用された。2016年の映画『スーサイド・スクワッド』ではBGMの1つとして使用された。
アメリカのテレビドラマ『Lights Out』の最終話「War」や「Sons of Anarchy」の第108話でも使用される。また『CHUCK/チャック』の第3シーズンのエピソード「チャック VS ひげヅラ」(Chuck Versus The Beard)でも使用された。

## チャート成績

### 週間チャート
| チャート (1969年 - 2021年)                                           | 最高位 |
| -------------------------------------------------------------------- | ------ |
| ベルギー (Ultratop 50 Flanders)                                      | 12     |
| ベルギー (Ultratop 50 Wallonia)                                      | 6      |
| Canadian Digital Song Sales (Billboard)                              | 37     |
| フランス (SNEP)                                                      | 144    |
| - US Billboard Hot 100 - 「ダウン・オン・ザ・コーナー」との両A面扱い | 3      |
| US Digital Song Sales (Billboard)                                    | 23     |
| US Hot Rock & Alternative Songs (Billboard)                          | 20     |
| US Rock Digital Song Sales (Billboard)                               | 9      |

### 年間チャート
| チャート (1970年)            | 順位 |
| ---------------------------- | ---- |
| ベルギー (Ultratop Flanders) | 93   |

## 認定
| 国/地域                          | 認定        | 認定/売上数 |
| -------------------------------- | ----------- | ----------- |
| デンマーク (IFPI Danmark)        | Platinum    | 90,000      |
| ドイツ (BVMI)                    | Gold        | 250,000     |
| イタリア (FIMI)                  | Platinum    | 70,000      |
| ニュージーランド (RMNZ)          | 4× Platinum | 120,000     |
| イギリス (BPI)                   | Platinum    | 600,000     |
| アメリカ合衆国 (RIAA)            | 3× Platinum | 3,000,000   |
| 認定のみに基づく売上数と再生回数 |             |             |